# Enrico di Borbone-Spagna
Infante Enrico, Duca di Siviglia (in spagnolo: Infante Enrique María Fernando Carlos Francisco Luis de Borbón y Borbón-Dos Sicilias, Duque de Sevilla; Siviglia, 17 aprile 1823 – Leganés, 12 marzo 1870), fu un membro del Casato di Borbone spagnolo, Infante e Duca di Siviglia, nipote di Carlo IV di Spagna. Era noto per le sue idee progressiste, anche rivoluzionarie durante il regno di sua cugina e cognata, Isabella II di Spagna.

## Infanzia
L'Infante Enrico nacque a Siviglia, Spagna, quartogenito e secondo figlio maschio dell'Infante Francesco di Paola di Spagna (1794–1865), (figlio di Carlo IV di Spagna e della Principessa Maria Luisa di Parma) e di sua moglie, la Principessa Luisa Carlotta di Napoli e Sicilia (1804–1844), (figlia di Francesco I delle Due Sicilie e dell'Infanta Maria Isabella di Spagna).
Nato nella città andalusa di Siviglia, suo zio Re Ferdinando VII gli concesse il titolo di Duca di Siviglia nel 1820 quando conferì anche il titolo di Duca di Cadice a suo fratello maggiore Francesco di Assisi. Enrico fu battezzato come Enrique María Fernando Carlos Francisco Luís e i suoi padrini furono sua zia, la Principessa Maria Carolina, Duchessa di Berry, e suo figlio, il Duca di Bordeaux, da cui prese il nome.
Nel 1833 la morte di suo zio, Ferdinando VII, divise la corte tra i sostenitori della Principessa delle Asturie, l'ormai Regina Isabella II, ed il loro comune zio, Don Carlos. La zia materna di Enrico, la Regina Madre Maria Cristina, la vedova di Ferdinando VII, sarebbe diventata reggente di Spagna dal 1833 al 1840.
Il secondo matrimonio della Regina Reggente con Agustín Fernández Muñoz nel 1833 provocò un dissenso tra lei e sua sorella, l'Infanta Luisa Carlotta, con il conseguente esilio di Luisa Carlotta e della sua famiglia a Parigi, dove la regina consorte era sua zia.
Enrico ed i suoi fratelli furono educati nella capitale francese. Al Lycée incontrò suo cugino, Antonio, Duca di Montpensier, con cui in seguito sviluppò un'intensa rivalità che sarebbe finita in tragedia. Enrico trascorse un periodo in Belgio, dove sua cugina Luisa era regina consorte di Leopoldo I. Lì apprese dell'espulsione dalla Spagna nel 1840 della Regina Reggente e di suo marito.
Finalmente in grado di tornare in Spagna, Enrico presto cominciò la sua carriera militare a Ferrol in Galizia, dove fu elogiato per la sua eccellente condotta. Nel 1843 fu promosso a tenente, e fu capitano di fregata della nave Manzanares. Dal 1845 fu capitano di fregata.
Sebbene fu considerato un possibile matrimonio tra Enrico e Isabella II, lei sposò il fratello maggiore di Enrico, Francesco, Duca di Cadice, ma la cui effeminatezza era stata intrapresa per renderlo un padre dissimile e quindi un candidato al matrimonio meno adatto. Nello stesso periodo la sorella minore della regina, l'Infanta Luisa fu sposata al Duca di Montpensier su iniziativa della Francia.
Apertamente offeso a queste battute d'arresto, e accusato di aver partecipato in una rivolta contro la monarchia in Galizia, Enrico fu espulso dalla Spagna nel marzo 1846, poco prima del matrimonio di suo fratello con la Regina. Don Enrico si rifugiò in Belgio, dove si trovava sua sorella Isabella Fernandina. A quel tempo fu considerato come candidato per il trono del Messico, anche se ci sono poche prove che Enrico perseguì questa prospettiva con entusiasmo.

## Matrimonio
Poco dopo, ad Enrico fu permesso di tornare in Spagna, dove conobbe Elena María de Castellvi y Shelly (1821–1863), figlia di Antonio de Padua de Castellvi y Fernández de Córdoba, Conte di Castellá e di sua moglie Margarita Shelly. La Regina non sostenne quella che considerava una unione sconveniente e male assortita, così la coppia fuggì il 6 maggio 1847 a Roma, dove venne celebrato il matrimonio. Al loro ritorno in Spagna, i novelli coniugi furono esiliati e furono costretti a stabilirsi in Francia, prima a Bayonne e in seguito a Tolosa.
Ebbero quattro figli maschi ed una femmina:
- Enrico di Borbone-Castellví, II duca di Siviglia (3 ottobre 1848–12 luglio 1894), sposò Joséphine Parade, ed ebbe figli.
- Luigi di Borbone-Castellví (7 novembre 1851–25 febbraio 1854)
- Francesco di Paola di Borbone-Castellví (29 marzo 1853 – 28 marzo 1942), sposò in prime nozze Maria Luisa de La Torre y Bassave, ed ebbe figli, e in seconde nozze Felisa de León y Navarro de Balboa, ed ebbe figli.
- Alberto di Borbone-Castellví, I duca di Santa Elena (22 febbraio 1854–21 gennaio 1939), sposò Marguerite d'Ast de Novelé, ed ebbe figli.
- Maria del Olvido di Borbone-Castellví (28 novembre 1863–14 aprile 1907), sposò Cárlos Fernández-Maquieira y Oyanguren, ed ebbe figli.

## Ritorno in Spagna
Mentre era in Francia, Enrico si proclamò diverse volte rivoluzionario, e gli fu chiesto di aderire all'Associazione Internazionale dei Lavoratori.
Il 13 maggio 1848 fu spogliato del suo rango regale e titoli (i suoi figli, essendo nati da un matrimonio morganatico erano senza titolo). Nel 1849 chiese il perdono della Regina per tornare dall'esilio. La famiglia si stabilì a Valladolid nel 1851, ma furono presto obbligati a tornare in Francia. Successivamente nel 1854 tornò in Spagna, risiedendo a Valencia, dove il suo quarto figlio, Alberto, nacque ed il suo secondo figlio, Luis, morì pocò dopo la nascita di Alberto. Il titolo ducale di Enrico fu ripristinato, ma non il titolo di Infante.
Nel mese di aprile 1868 fu iniziato in Massoneria a Parigi nella loggia Henry IV del Grande Oriente di Francia, e raggiunse il 33º grado del Rito scozzese antico ed accettato.

## Esilio in Francia
Poco tempo dopo il Duca di Seviglia espresse nuovamente le sue idee di sinistra, e nel 1860 andò ancora in esilio in Francia. Lì ottenne il rango di capitano generale dell'esercito, e tre anni dopo fu promosso a tenente generale. Nel 1863 sua moglie morì dopo aver dato alla luce il loro quinto figlio, e fu sepolta nel convento di Descalzas Reales, piuttosto che nelle tombe reali di Spagna presso il Monastero dell'Escorial, riservate alla regine e alle infante di Spagna.

## Morte
Tra il 1869 e il 1870 Enrico pubblicò diversi opuscoli e articoli ostili al cugino, Antonio di Montpensier. Sfidò Montpensier a duello, che ebbe luogo vicino a La Fortuna, a Leganés, Madrid, il 12 marzo 1870. Enrico fu colpito a morte, eliminando la voce critica della presunta aspirazione del Duca al trono spagnolo.
Il figlio maggiore di Enrico rifiutò di accettare le 30,000 pesetas che il Duca di Montepensier offrì come compensazione. Enrico, che non era più un Infante di Spagna, non poté essere sepolto all'El Escorial, ma fu sepolto nel cimitero di San Isidro a Madrid.
I figli di Enrico furono adottati da suo fratello Francesco.

## Titoli e stili
- 17 aprile 1823 – 13 maggio 1848: Sua Altezza Reale Infante Enrique di Spagna, Duca di Siviglia
- 13 maggio 1848 – 12 marzo 1870: Don Enrique de Borbón y Borbón-Dos Sicilias, Duque de Sevilla

## Antenati
|                                       |                                |                                 | Genitori                      |  |  | Nonni |  |  | Bisnonni            |  |  | Trisnonni           |  |
|                                       |                                |                                 |                               |  |  |       |  |  | Carlo III di Spagna |  |  | Filippo V di Spagna |  |
|                                       |                                |                                 |                               |  |  |       |  |  | Carlo III di Spagna |  |  | Filippo V di Spagna |  |
|                                       |                                | Elisabetta Farnese              |                               |  |  |       |  |  | Carlo III di Spagna |  |  |                     |  |
| Carlo IV di Spagna                    |                                |                                 |                               |  |  |       |  |  | Carlo III di Spagna |  |  |                     |  |
|                                       |                                | Maria Amalia di Sassonia        | Augusto III di Polonia        |  |  |       |  |  |                     |  |  |                     |  |
|                                       |                                | Maria Amalia di Sassonia        | Augusto III di Polonia        |  |  |       |  |  |                     |  |  |                     |  |
|                                       |                                | Maria Amalia di Sassonia        | Maria Giuseppa d'Austria      |  |  |       |  |  |                     |  |  |                     |  |
| Francesco di Paola di Borbone-Spagna  |                                | Maria Amalia di Sassonia        |                               |  |  |       |  |  |                     |  |  |                     |  |
|                                       |                                | Filippo I di Parma              | Filippo V di Spagna           |  |  |       |  |  |                     |  |  |                     |  |
|                                       |                                | Filippo I di Parma              | Filippo V di Spagna           |  |  |       |  |  |                     |  |  |                     |  |
|                                       |                                | Filippo I di Parma              | Elisabetta Farnese            |  |  |       |  |  |                     |  |  |                     |  |
| Maria Luisa di Borbone-Parma          |                                | Filippo I di Parma              |                               |  |  |       |  |  |                     |  |  |                     |  |
|                                       |                                | Elisabetta di Borbone-Francia   | Luigi XV di Francia           |  |  |       |  |  |                     |  |  |                     |  |
|                                       |                                | Elisabetta di Borbone-Francia   | Luigi XV di Francia           |  |  |       |  |  |                     |  |  |                     |  |
|                                       |                                | Elisabetta di Borbone-Francia   | Maria Leszczyńska             |  |  |       |  |  |                     |  |  |                     |  |
| infante Enrico, Duca di Siviglia      |                                | Elisabetta di Borbone-Francia   |                               |  |  |       |  |  |                     |  |  |                     |  |
|                                       | Ferdinando I delle Due Sicilie | Carlo III di Spagna             |                               |  |  |       |  |  |                     |  |  |                     |  |
|                                       | Ferdinando I delle Due Sicilie | Carlo III di Spagna             |                               |  |  |       |  |  |                     |  |  |                     |  |
|                                       | Ferdinando I delle Due Sicilie | Maria Amalia di Sassonia        |                               |  |  |       |  |  |                     |  |  |                     |  |
| Francesco I delle Due Sicilie         | Ferdinando I delle Due Sicilie |                                 |                               |  |  |       |  |  |                     |  |  |                     |  |
|                                       |                                | Maria Carolina d'Asburgo-Lorena | Francesco I di Lorena         |  |  |       |  |  |                     |  |  |                     |  |
|                                       |                                | Maria Carolina d'Asburgo-Lorena | Francesco I di Lorena         |  |  |       |  |  |                     |  |  |                     |  |
|                                       |                                | Maria Carolina d'Asburgo-Lorena | Maria Teresa d'Austria        |  |  |       |  |  |                     |  |  |                     |  |
| Luisa Carlotta di Borbone-Due Sicilie |                                | Maria Carolina d'Asburgo-Lorena |                               |  |  |       |  |  |                     |  |  |                     |  |
|                                       |                                | Carlo IV di Spagna              | Carlo III di Spagna           |  |  |       |  |  |                     |  |  |                     |  |
|                                       |                                | Carlo IV di Spagna              | Carlo III di Spagna           |  |  |       |  |  |                     |  |  |                     |  |
|                                       |                                | Carlo IV di Spagna              | Maria Amalia di Sassonia      |  |  |       |  |  |                     |  |  |                     |  |
| Maria Isabella di Borbone-Spagna      |                                | Carlo IV di Spagna              |                               |  |  |       |  |  |                     |  |  |                     |  |
|                                       |                                | Maria Luisa di Borbone-Parma    | Filippo I di Parma            |  |  |       |  |  |                     |  |  |                     |  |
|                                       |                                | Maria Luisa di Borbone-Parma    | Filippo I di Parma            |  |  |       |  |  |                     |  |  |                     |  |
|                                       |                                | Maria Luisa di Borbone-Parma    | Elisabetta di Borbone-Francia |  |  |       |  |  |                     |  |  |                     |  |
|                                       |                                | Maria Luisa di Borbone-Parma    |                               |  |  |       |  |  |                     |  |  |                     |  |